# Радзивилл, Кароль Станислав Пане Коханку
Ка́роль Стани́слав Радзиви́лл по прозвищу «Па́не Коха́нку» (пол. Karol Stanisław Radziwiłł «Panie Kochanku», бел. Караль Станіслаў Радзівіл «Пане Каханку» ; 27 февраля 1734, Несвиж — 21 ноября 1790, Белая) — князь из рода Радзивиллов, воевода виленский с 1762 года, староста львовский с 1755 года, мечник великий литовский с 1752 года, X-й ординат несвижский, XIII-й ординат олыцкий, владелец Бяла-Подляска, Биржай, Дубингяй и Кедайняй. Сын писательницы Франциски Урсулы Радзивилл и IX-го несвижского ордината Михаила Казимира Радзивилла Рыбоньки.
Один из самых богатых и влиятельных дворян Великого княжества Литовского. Главное поместье, Несвижский замок, находилось в городе Несвиже. Кароль владел множеством городов, местечек и деревень, а его доход был равен ежегодным поступлениям в казну Великого княжества Литовского. В некоторых источниках именуется как Карл, Карл-Станислав.

## Биография

### Детство и молодость
Кароль и Януш были единственными наследниками Михаила Казимира Радзивилла Рыбоньки, кто пережил младенчество и детство, в связи с чем родители баловали их и потакали всем их слабостям, включая и нежелание учиться. Кароль, однако, проучился три года в Несвижском иезуитском коллегиуме,  на чём его учение и закочилось. Не стали его отправлять и за границу. В результате, по свидетельствам современников, до пятнадцати лет Кароль практически не умел читать. Только в этом возрасте некто Пищала попытался особым образом научить его различать буквы: зная страсть молодого Радзивилла к охоте, он писал буквы на табличках, а потом говорил Каролю, чтобы он стрелял по той или иной букве из ружья.
В 1742 году стал командиром хоругви лёгкой кавалерии — пятигорцев. В 1750 году его брат Януш умер, и Кароль остался единственным наследником огромных владений несвижских Радзивиллов. Отец прикладывал все усилия к продвижению своего сына по карьерной лестнице, и к восемнадцати годам Кароль уже был мечником великим литовским. Тогда же отец активизировал поиски достойной невесты для сына. Рассматривались варианты женитьбы на Изабелле Чарторыйской и на представительнице Бранденбург-Шведтской линии Гогенцоллернов, но оба раза Радзивиллам отказали. Причиной для отказов, по некоторым предположениям, могла служить сомнительная репутация Кароля. В случае с представительницей Гогенцоллернов сыграл немалую роль религиозный вопрос: родственники потенциальной невесты настаивали на том, что она должна будет остаться протестанткой, а всех дочерей от брака следует крестить в религию своей матери. Летом 1753 года Рыбонька договорился с коронным гетманом Яном Клементом Браницким о женитьбе на его племяннице (или сестре) Марии Каролине Любомирской. Бракосочетание состоялось 23 октября того же года, но молодые не поладили и стали жить раздельно, а в 1756 году начался и бракоразводный процесс. Предполагается, что ещё во время предбрачных переговоров Кароль увлёкся Теофилией Потоцкой, дочерью киевского воеводы Станислава Потоцкого, что наложило отпечаток на сам брак. Бракоразводный процесс проходил с 1756 по 1760 год, и Кароля обязали заплатить 228 тысяч злотых компенсации и алиментов.
В это же время Кароль получил патент на звание генерал-майора (1754) и был избран маршалком Трибунала Великого княжества Литовского (1755 год). Впрочем, он почти сразу же передал все текущие дела в Трибунале вице-маршалку, из-за чего контроль над этим судом вскоре перешёл к Чарторыйским. Тогда Кароль вступил в конфликт со своим отцом, обвинив его в трусости и нежелании защищать сына от Чарторыйских. В 1759 году он стал генерал-лейтенантом армии Великого княжества Литовского.

### Несвижский ординат. Первое изгнание
В 1762 году Рыбонька умер, и Кароль вступил во владение Несвижской ординацией. В то же время, отец не позаботился о передаче Каролю ряда староств. Желая заполучить эти староства, а также должности воеводы виленского и гетмана польного литовского, ставшие вакантными после смерти отца, Пане Коханку прибыл в Варшаву. Там он пытался подкупить первого министра Генриха Брюля, чтобы он содействовал получению этих должностей, но не преуспел в этом. Пане Коханку активно рассылал письма с просьбой о содействии, в частности, Августу III, Екатерине II, гетману Яну Клементу Браницкому и многим другим. Неопытностью Радзивилла попытались воспользоваться Чарторыйские, которые стремились не допустить вступления Кароля в должность виленского воеводы. Однако Кароль, вернувшись в Несвиж, стал всеми силами воздействовать на сеймики в Великом княжестве Литовском, чтобы они включили в инструкции для послов на сейм рекомендации избрать его на вакантные должности. В конце концов, заручился поддержкой влиятельных лиц и добился этой должности. Следующей его целью стало место гетмана великого литовского, которое раньше занимал его отец. В 1763 году он развернул борьбу за эту должность, но столкнулся с упорным сопротивлением Чарторыйских. Радзивилл прибег к помощи своей личной армии (милиции) для демонстрации силы, Чарторыйские же попросили помощи у Екатерины II, и корпус российских войск прошёл через Великое княжество Литовское под предлогом передислокации из Риги в Киев. Присутствие российских войск было встречено с неприязнью, и солдаты были выведены, а ситуация была урегулирована с помощью переговоров. Однако как только российская армия покинула Речь Посполитая, Кароль апеллировал к юридическим формальностям и отказался признавать соглашения.
В это же время скончался король польский и великий князь литовский Август III. Кароль поддерживал избрание новым правителем представителя саксонской династии Веттинов и активно противился пророссийскому кандидату Станиславу Августу Понятовскому, которого поддерживали Чарторыйские. Впрочем, Радзивилл, в отличие от Чарторыйских, почти не вёл подготовительную работу. Когда же стало очевидно, что кандидат Чарторыйских одерживает верх, Кароль безуспешно пытался повлиять на ситуацию. По воспоминаниям очевидцев, после того, как магнаты Масальские нарушили все договорённости о поддержке Радзивиллов, пьяный Пане Коханку ворвался в резиденцию виленского епископа Игнацы Якуба Масальского, угрожал и оскорблял его. 16 апреля 1764 года Чарторыйские создали Генеральную конфедерацию и прибегли к помощи Екатерины II, призвав российские войска для поддержки своего кандидата. Быстрое наступление застало Кароля врасплох, Слуцк и Несвиж были взяты, а основные отряды Радзивилла были разбиты под Слонимом 26 июня. В результате, Кароль бежал из-под Несвижа сначала в Олыку, а затем перешёл границу с Османской империей. После этого Генеральная конфедерация заочно осудила Кароля и признала его врагом отечества по 16 пунктам обвинения. Его имущество было секвестровано, а должность виленского воеводы передана Михаилу Казимиру Огинскому. Чарторыйские намеревались отобрать у Пане Коханку большую часть его владений, чтобы лишить его всякого политического веса в будущем.
За несколько дней до объявления конфедерации, 8 апреля, Кароль женился на Терезе Ржевусской, но вскоре поссорился с ней, обвинив жену в измене со своим сторонником Игнацы Богушем.
Почти три года Кароль находился в изгнании: примерно год он пробыл в Братиславе, оттуда перебрался в Прагу (октябрь 1765), а затем — в Дрезден (февраль 1766). Сперва, в августе 1765 года, при посредничестве венского двора Радзивиллу было предложено вернуться на родину, но с условиями выплатить все долги и отказаться от должности виленского воеводы. Это предложение было отвергнуто, и Кароль Станислав направился в Дрезден, надеясь впоследствии добиться помощи Фридриха II. В это время король Станислав Август Понятовский и его брат Казимир начали склоняться к прощению Кароля, что было негативно встречено Чарторыйскими: они боялись, что король надеется таким образом получить влиятельную поддержку, независимую от Чарторыйских. Кароль разослал письма сенаторам и послам на сейм 1766 года с просьбой об отмене декрета конфедерации. На сейме несколько послов пытались начать обсуждение этого вопроса, но Чарторыйские их прерывали. Одновременно Кароль искал поддержки у российского посла в Дрездене Белосельского и, через агентов, у посла в Варшаве Николая Репнина. Российские представители поддержали Радзивилла, поскольку в это время Станислав Август Понятовский начал проводить политику усиления Речи Посполитой. 18 октября 1766 года глава Коллегии иностранных дел Никита Панин рекомендовал Репнину содействовать возвращению Радзивилла. В феврале 1767 года в Дрездене вёл переговоры с российскими представителями, и 28 февраля подписал декларацию, в которой заявлял о полном послушании России и просил оказать содействие в отмене решения конфедерации, а также в возвращении всех владений. 8 апреля Панин прислал Каролю письмо, в котором говорилось о принятии его под защиту Екатериной II. Это было сделано с целью продемонстрировать разрыв с Чарторыйскими и королём.

### Возвращение. Радомская и Барская конфедерации. Второе изгнание
В конце мая 1767 года Кароль выехал из Дрездена, 24 мая был в Гданьске, 3 июня в Вильне. Сразу же после возвращения в Несвиж Кароль стал налаживать контакты с противниками российского влияния в стране. 11 июня был избран маршалком Подляшской конфедерации, созданной гетманом великим коронным Яном Клементом Браницким. Через несколько дней принял участие в провозглашении Радомской конфедерации. 14 июня подписал обязательство следовать указаниям Репнина во время действия будущей конфедерации. 23 июня избран маршалком новой конфедерации. В тот же день был отменён антирадзивилловский декрет конфедерации 1764 года. Однако Репнин отказался содействовать Каролю в возвращении всех его прежних владений, мотивируя это необходимостью соответствующего судебного решения. Репнин и Панин не доверяли Радзивиллу, и в своей переписке они крайне нелестно отзывались о нём. 5 октября 1767 года Кароль был избран маршалком сейма 1767—1768 года, хотя и не был послом. Чуть ранее он, однако, вступил в контакт с людьми, которые готовили конфедерацию против действий России.
В 1768 году Радзивилл активно контактировал с представителями Барской конфедерации. Он восстанавливал свою милицию, которая после провозглашения новой конфедерации стала вступать в столкновения с российскими войсками в Речи Посполитой. Последние заняли Несвиж и Слуцк; численность милиции Радзивиллов была сокращена до 560 человек. Свою поддержку Барской конфедерации Кароль оправдывал тем, что участвовал ранее в Подляшской конфедерации, которая призывала к защите «веры и свободы». Кароль покинул Несвиж и перебрался в Белую (совр. Бяла-Подляска), в июле 1769 года выехал в Пруссию, а оттуда — в Австрию.
Во время второго изгнания Радзивилл развил активную дипломатическую деятельность — вступил в контакты с французским и баварским дворами, а также пытался спровоцировать войну Российской империи с Османской — по его задумке, это вынудило бы российские войска покинуть Речь Посполитую, а также земли, отошедшие к Российской империи в результате первого раздела Речи Посполитой в 1772 году. У Кароля был и собственный интерес в восстановлении прежних границ — по итогам первого раздела к России отошли принадлежавшие Радзивиллам Невельское и Себежское графства, где проживало 80 тысяч человек. Для борьбы с Россией Кароль вступил в переговоры даже с крымским ханом и известной авантюристкой «княжной Таракановой».

### Второе возвращение
Лишь в 1778 году ему удалось вернуться на родину (возвращён и был прощён Екатериной II) после амнистии, которую объявили для участников Барской конфедерации. Себежское и Невельское графства, а также другие владения Радзивиллов, которые в 1772 году вошли в состав России, не удалось ни вернуть, ни получить за них достойную компенсацию. Финансовое положение Радзивилла было тяжёлым, следствием чего стала распродажа значительной части владений на территории современной Украины, а также Виленской экономии. Его долги составляли 50 миллионов злотых. Тем не менее, Кароль тратил большие суммы на увеселения. В Несвиже возобновил работу театр, который переориентировался на балетные представления (итальянские балетмейстеры обучали крепостных из княжеских владений). Действовал и оркестр с приглашёнными музыкантами, а также певцами. В 1788 году Радзивилл поддержал увеличение армии Речи Посполитой. Он представил проект легиона из 6120 человек, который намеревался оснастить за свой счёт. Этот проект отклонили, но Радзивилл снарядил пехотный полк и возглавил его.
В 1780-е годы Кароль развил активную строительную деятельность и нанял архитектора Леона Лютницкого, с которым в дальнейшем сотрудничал. Лютницкий построил летнюю резиденцию в Альбе под Несвижем с дворцом, парком с каналами, зверинцем и бутафорскими крестьянскими домами. В 1783 году к скорому приезду короля в Несвижском замке был построен «Королевский зал» (сегодня — Театральный зал). В 1786 году был перестроен дворец в Слуцке, а в 1790 году — униатскую церковь в Несвиже и костёл святого Михаила неподалёку.
После потери зрения в 1789 году выехал на лечение в Бреслау; оттуда уехал в своё имение в Белой (совр. Бяла-Подляска), где и умер 21 ноября 1790 года.

## Личность

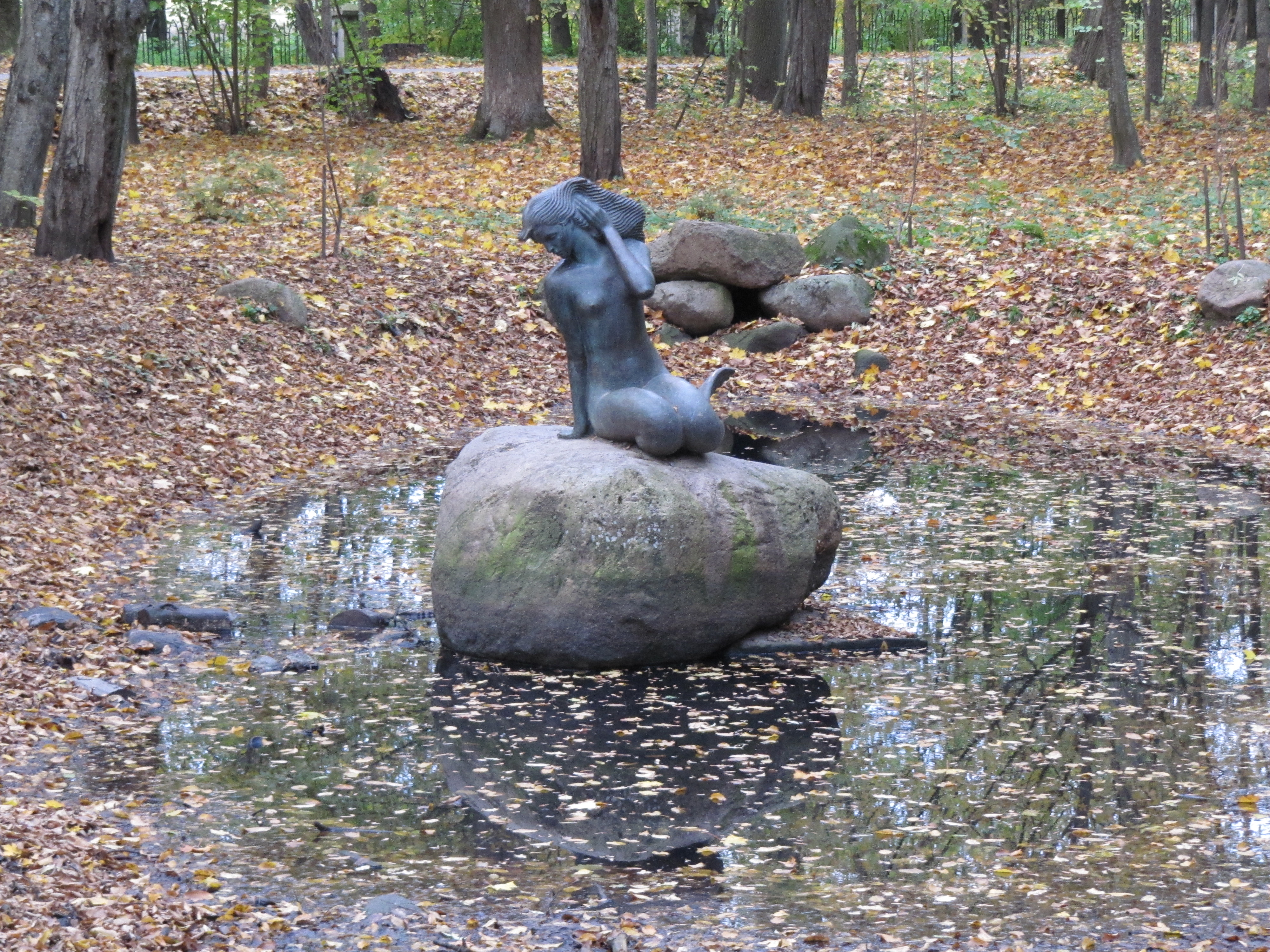
Статуя русалки в Старом парке Несвижского дворцово-паркового ансамбля. Мемуаристы конца XVIII века записали рассказ Пане Коханку, будто однажды в изгнании он поймал в море русалку (сирену), влюбился в неё, но она родила ему пять бочек селёдок и уплыла в море.

Прозванный, по его любимому обращению, «Пане-Коханку» (сродни русскому "милостивый государь") — любимец шляхты, типичнейший образец удальца и юмориста. Владея приличным состоянием и огромным доходом (по разным оценкам, от сорока до двухсот миллионов злотых в год), предпочитал жить на широкую ногу. При этом Кароль постоянно жаловался на собственную бедность — в частности, он утверждал, что не может позволить себе постоянно бьющуюся фарфоровую посуду. Это не мешало Каролю закатывать грандиозные пиры, на которые привозились тысячи бутылок лучшего вина и шампанского, бочки устриц, сотни фунтов кофе и других деликатесов.
С особой пышностью Кароль организовал встречу короля Станислава Августа Понятовского в 1784 году в Несвиже. Богатый приём должен был символизировать желание Радзивиллов окончательно примириться с королём. Несколько дней длились торжественные балы; организовывались охоты, фейерверки, а на прудах возле замка Кароль, большой поклонник всего английского, устроил для Понятовского целое морское сражение — «штурм Гибралтара».
Кароль не стремился копировать западноевропейскую моду и придерживался старых шляхетских традиций, что импонировало значительной части консервативной шляхты.
С именем Пане Коханку было связано немало различных анекдотичных историй, которые активно распространялись современниками. Однажды в жаркую летнюю ночь он обещал гостям, что утром наступит зима. Магнат приказал посыпать дорогу до замка дорогостоящей по тем временам солью и наладил по ней катание на санях. В автобиографии Соломона Маймона граф Радзивилл выступает как самодур, пьяница и распущенный человек. Однажды вскрыл вену своему цирюльнику только, чтобы похвастать, что он тоже умеет пускать кровь, хотя делал операцию первый раз в жизни. Другой раз, будучи пьяным, помочился в костёле. Узнав наутро о содеянном, князь нашёл простой способ поправить дела — собрать с евреев деньги на воск для церкви. Впрочем, немало консервативных мемуаристов конца XVIII века изображали его исключительно с положительной стороны, представляя и как покровителя крестьян, и как доброго и душевного человека.
Игнатий Ходько в книге "Особняки на Атоколе" (1854) из серии "Литовские образы" описывает пышный прием князя Радзивилла в усадьбе Шеметово (на территории Мядельского района Минской области), которая в то время принадлежало писарю ВКЛ Алоизу Сулистровскому. Согласно реляции Игнатия Ходьки, князя встречали по-королевски. При въезде в усадьбу прогремели залпы из нескольких мортир. Вдоль всей дороги горели свечи на дощечках, поставленных на воде и прикрепленных ко дну (свечи Сулистровский предварительно собрал почти со всех виленских костелов). В конце дороги утопал в огнях усадебный дом, на щите которого высвечивалась монограмма князя. После ужина, Сулистровский распахнул все окна и показал свой сказочно освещенный сад. Затем зажглись в небе огни праздничного салюта. Забавы и праздничные гулянья по причине визита князя продолжались несколько дней, было выпито много бочек меда.

## Награды
- Орден Белого орла (03.08.1757, Речь Посполитая)
- Орден Святого Губерта (1739, Курфюршество Бавария)[5]
- Орден Чёрного орла (1790, Королевство Пруссия)[18]
- Орден Святого апостола Андрея Первозванного (20.09.1767, Российская империя)[19]
- Орден Святого Александра Невского (20.09.1767, Российская империя)[20]